# 1. мај
1. мај (01.05) је 121. дан у години по грегоријанском календару (122. у преступној години). До краја године има још 244 дана.

## Догађаји
- 305 — Римски цар Диоклецијан и његов савладар Максимијан добровољно се повукли са власти и препустили положај августа Галерију и Констанцију I Хлору.
- 1707 — Ступили на снагу Закони о Унији којом су се краљевине Шкотска и Енглеска ујединиле у Велику Британију.
- 1778 — У Сомбору отворена прва српска учитељска школа.
- 1858 — Црногорци су у бици на Граховцу потукли знатно јаче турске трупе. После те победе, уз подршку Француске, међународна комисија је 1860. одредила границе између Османског царства и Црне Горе, којој су припојени Грахово, Рудине, Никшићка Жупа и Горњи Васојевићи.
- 1866 — У Србији пуштене у промет прве поштанске марке. Истог дана 1874. прве поштанске марке пуштене су у промет у Црној Гори.
- 1876 — Британски парламент усвојио Закон о краљевским титулама на основу којег је краљица Викторија I проглашена царицом Индије.
- 1886 — У Чикагу је 50.000 радника ступило у штрајк, захтевајући боље услове рада, изражене у пароли „три осмице“ - по осам сати рада, одмора и културног уздизања. У сукобу с полицијом убијено је 6 и рањено око 50 радника. Од 1889. овај дан се слави као Међународни празник рада. У Србији је први пут прослављен 1894.
- 1925 — Кипар званично постао британска колонија. Велика Британија је 1878. Кипар преузела од Турске, а 1914. је извршила анексију острва.
- 1931 — Званично је отворен "Емпајер стејт билдинг", 102 спрата висок њујоршки облакодер, тада највиша зграда у свету.
- 1945 — Јозеф Гебелс и његова супруга Магда су отровали цијанидом своје шесторо деце, а затим извршили самоубиство.
- 1960 — На територији Совјетског Савеза оборен амерички шпијунски авион "U-2". Пилот Френсис Пауерс, који се спасао искакањем, заробљен је и у фебруару 1962. размењен за једног совјетског шпијуна.
- 1978 — Јапански истраживач Наоми Уемура постао први човек који је сам стигао на Северни пол, прешавши 950 km на санкама с псећом запрегом.
- 1979 — Гренланд је добио ограничену самоуправу од Данске, са својом скупштином са седиштем у Нуку.
- 1982 — У Пољској, 50.000 присталица "Солидарности" демонстрирало против војне власти. Ратно стање у земљи уведено је 13. децембра 1981, када је генерал Војћех Јарузелски суспендовао цивилне власти.
- 1985 — У Гњилану, на истоку Косова и Метохије, извршено је насиље најмање три Албанца, над Ђорђом Мартиновићем, радником Дома ЈНА у Гњилану.
- 1991 — На Полачи, код Книна, убијен је српски младић Васо Пећер.
- 1991 — У Бршадину, поред Вуковара, убијене је старац Стеван Инић, железнички пензионер, од свог хрватског комшије Михајла Мије Геленчира, члана странке ХДЗ.
- 1993 — Бомбаш самоубица из редова Тамилских тигрова је убио председника Шри Ланке Ранасингхеа Премадасу током првомајске прославе у Коломбу.
  - Објављен је банкрот Дафимент банке.
- 1994 — У трци за "Велику награду Сан Марина" погинуо бразилски аутомобилски ас Аиртон Сена, један од најбољих возача формуле 1.
- 1995 — Артиљеријским нападом на српске положаје код Пакрац почела је офанзива хрватских снага на западну Славонију под називом "Бљесак". Неколико дана касније Хрватска је заузела цело подручје, а десетине хиљада Срба избегло је у Босну и Србију.
- 1997 — Лабуристичка партија Тонија Блера победила на парламентарним изборима у Великој Британији, након 18 година владавине конзервативаца.
- 1999 — У ваздушним ударима НАТО на СР Југославију погођен путнички аутобус на мосту у Лужанима. Погинуло је најмање 60 људи.
- 2001 — Македонци у Битољу спалили су и каменовали око 40 кућа, фирми и продавница чији су власници Албанци у знак одмазде због погибије осам припадника македонских снага безбедности у нападу албанских терориста код тетовског села Војце.
- 2001 — Председник САД, Џорџ Буш затражио је измену уговора који су 1972. САД склопиле са Москвом о антибалистичким ракетама, што би отворило пут ка новом одбрамбеном плану САД.
- 2003 — У земљотресу у Турској погинуло 176 особа, међу којима и 25 ђака током спавања у интернату који се срушио.
- 2004 — Европска унија проширена је за десет нових чланица, чиме се број земаља које чине ту највећу економско-социјалну интеграцију попео на 25 са 450 милиона становника. Пуноправне чланице ЕУ званично су постале: Мађарска, Пољска, Чешка, Словачка, Словенија, Кипар, Малта, Естонија, Летонија и Литванија. То је највеће проширење ЕУ од оснивања 1957. године.
- 2016 — Код града Форт Макмари у канадској провинцији Алберта букнуо је пожар који је уништио 1800 домова и изазвао евакуацију више од 80.000 особа.

## Рођења
- 1916 — Глен Форд, канадско-амерички глумац. (прем. 2006)[1]
- 1924 — Енрико Јосиф, српски композитор. (прем. 2003)[2]
- 1927 — Бернард Вукас, хрватски фудбалер. (прем. 1983)[3]
- 1929 — Ралф Дарендорф, немачко-британски политичар, социолог и филозоф. (прем. 2009)
- 1932 — Тамара Милетић, српска глумица. (прем. 2014)[4]
- 1934 — Кваутемок Карденас, мексички политичар.[5]
- 1947 — Данило Попивода, југословенски, словеначки и српски фудбалер. (прем. 2021)[6]
- 1947 — Миодраг Табачки, српски сценограф, костимограф, универзитетски професор и академик САНУ.[7]
- 1950 — Џон Дил, амерички глумац.[8]
- 1950 — Ден Флорек, амерички глумац.[9]
- 1952 — Предраг Тодоровић, српски глумац. (прем. 2015)[10]
- 1964 — Оља Бећковић, српска глумица, новинарка и ТВ водитељка.[11]
- 1965 — Маја Маршићевић Тасић, српска новинарка и активисткиња. (прем. 2001)
- 1966 — Чарли Шлатер, амерички глумац.[12]
- 1968 — Оливер Бирхоф, немачки фудбалер.[13]
- 1969 — Вес Андерсон, амерички редитељ, сценариста и продуцент.[14]
- 1971 — Ненад Перуничић, српски рукометаш и рукометни тренер.[15]
- 1972 — Дејан Алексић, српски књижевник.
- 1980 — Заз, француска музичарка.[16]
- 1981 — Александар Глеб, белоруски фудбалер.[17]
- 1982 — Џејми Дорнан, северноирски глумац, модел и музичар.[18]
- 1982 — Томи Робредо, шпански тенисер.[19]
- 1982 — Даријо Срна, хрватски фудбалер.[20]
- 1983 — Фран Васкез, шпански кошаркаш.[21]
- 1987 — Леонардо Бонучи, италијански фудбалер.[22]
- 1989 — Робин Бенцинг, немачки кошаркаш.
- 1989 — Христина Козловска, украјинска списатељица, песникиња и новинарка.
- 1990 — Николина Молдован, српска кајакашица.[23]
- 1993 — Жан Кристоф Баебек, француски фудбалер.[24]
- 1993 — Викторија Моне, америчка музичарка.
- 2002 — Чет Хоумгрен, амерички кошаркаш.[25]

## Смрти
- 408 — Аркадије, источноримски (византијски) цар (рођ. око 377)[26]
- 1873 — Дејвид Ливингстон, шкотски лекар, мисионар и истраживач Африке (рођ. 1813)[27]
- 1904 — Антоњин Дворжак, чешки композитор (рођ. 1841)[28]
- 1943 — Раде Драинац, српски песник  (рођ. 1899)[29]
- 1945 — Јозеф Гебелс, немачки нацистички политичар. (рођ. 1897) и његова жена Магда Геблес (рођ. 1901)[30]
- 1946 — Даворјанка Пауновић Зденка студенткиња, учесница Народноослободилачке борбе и невенчана супруга Јосип Броз Тито.
- 1993 — Ранасингеа Премадасу, председник Шри Ланке (рођ. 1924)[31]
- 1994 — Аиртон Сена, бразилски возач формуле 1. (рођ. 1960)[32]
- 2023 — Ђорђе Михаиловић, чувар Српског војничког гробља на Зејтинлику у Солуну (рођ. 1928).

## Празници и дани сећања
- Међународни празници
  - Празник рада
- Српска православна црква слави:
  - Преподобног Јована
  - Светог Јована Новог Јањинског
  - Свете мученике Виктора, Зотика, Зинона, Акиндина и Северијана

У Београду пре Другог светског рата овај датум је био рок за селидбу кирајџија из старих у нове станове.